# サッカル鉄道事故
サッカル鉄道事故（サッカルてつどうじこ、英: Sukkur rail disaster）とは、1990年1月4日にパキスタン・シンド州サッカル近くのサンギ (Sangi) で発生した鉄道事故である。この事故で307人が死亡し、パキスタン最悪の鉄道事故となった。
ムルターン発カラチ行き夜行急行列車のバハーウッディーン・ザカリア・エクスプレス (Bahauddin Zakaria Express) は、約500マイルの道のりを16両の客車に定員の1408人を超す乗客をのせて走行していた。この列車はサンギを直進して通過することになっていたが分岐器の操作ミスにより側線に進入し、停車していた貨物列車（空の貨車を67両牽引）に最低でも35マイル毎時で衝突した。先頭から3両分の客車は破壊され、続く2両分の客車は大破した。この事故で307人が死亡し700人が負傷した。
調査により鉄道職員は事故に直接責任がある ('directly responsible') と判明した。事故当時サンギ駅で勤務中だった職員3人は故殺罪 (manslaughter) で起訴された。